# Волосевич, Александр Игнатьевич
Алекса́ндр Игна́тьевич Волосе́вич (20 января 1898, Саратов — 9 сентября 1949, там же) — советский учёный-правовед, доцент, специалист по уголовно-процессуальному праву и криминалистике, «вдохновитель создания» и главный организатор лаборатории криминалистики Саратовского юридического института им. Д. И. Курского, заместитель директора СЮИ (1947—1948), заведующий кафедрой уголовного процесса СЮИ (1948—1949).

## Биография
Александр Игнатьевич Волосевич родился 20 января 1898 года в Саратове в семье кадрового военного. Его отец был офицером 188-го Карсского пехотного полка, мать — домохозяйка.
- 1917 год — окончил Вольский кадетский корпус.
- 1917 год — 1918 год — поступил на математический факультет Саратовского университета, где проучился один учебный год.
- февраль 1918 года — ноябрь 1923 года — служба в РККА.
- 1919 год — 1920 год — командир взвода в Бригадной кавалерийской школе Юго-Восточного фронта.
- 1920 год — 1922 год — откомандирован для поручений при начальнике Управления ремонтирования Кавказского фронта.
- 1922 год — 1923 год — член ремонтной комиссии.
- ноябрь 1923 года — демобилизован из РККА с должности помощника командира взвода кавалерии.
- 1923 год — 1924 год — работа в Саратовском райвоенкомате.
- 1924 год — 1927 год — уполномоченный по закупке сельскохозяйственных лошадей в Орловской губернии.
- 1927 год — 1930 год — учёба на судебно-административном отделении факультета строительства и права Саратовского государственного университета.
- 1930 год — 1931 год — эксперт-почерковед научно-технического отделения краевого управления уголовного розыска.
- 1931 год — 1937 год — работа в Управлении РКМ АССР Немцев Поволжья, Автономной Калмыцкой области, затем начальник научно-технического отдела уголовного розыска РКМ НКВД по Саратовской и Сталинградской областям.
- С 15 октября 1937 года — на преподавательской работе в 7-й Саратовской школе РКМ.
- С 18 ноября 1937 года — и. о. доцента Саратовского юридического института имени Д. И. Курского с оплатой за фактически проведенные часы, взамен арестованного профессора Г. Ю. Маннса.
- С 1 февраля 1938 года — после проверки на предмет связи с арестованным «врагом народа» Г. Ю. Маннсом, зачислен в штат института на полставки по совместительству с работой преподавателем в Саратовской школе милиции.
- 16 сентября 1938 года — принят на полную ставку доцента, оставаясь при этом штатным преподавателем в Саратовской школе милиции.
- апрель 1939 года — организовал в рамках СЮИ им. Д. И. Курского криминалистическую лабораторию, для чего командирован руководством института в Москву для закупки необходимого оборудования. Лаборатория занималась проведением криминалистических экспертиз для суда и прокуратуры, а также в ней проводилась научно-исследовательская работа.
- 17 ноября 1939 года — по решению ВАК присвоено учёное звание доцента по кафедре «Судебное право» без защиты диссертации. А. И. Волосевич работал над кандидатской диссертацией на тему «Система уголовной регистрации», однако до её защиты дело так и не дошло.
- 1944 год — уволился из Саратовской школы милиции и полностью перешел на работу в Саратовский юридический институт.
- 1947 год — 1948 год — заместитель директора Саратовского юридического института имени Д. И. Курского по учебной и научной работе.
- 1948 год — 1949 год — заведующий кафедрой уголовного процесса Саратовского юридического института. На посту заведующего кафедрой занимался вопросами дооборудования криминалистической лаборатории, для чего вновь командируется в Москву.

Умер 9 сентября 1949 года в Саратове после продолжительной болезни. Похоронен на Воскресенском кладбище города Саратова.

## Публикации
- Волосевич А. И. Осмотр обвиняемого // Учёные записки Саратовского юридического института им. Д. И. Курского : сборник. — Саратов: Издательство СЮИ им. Д. И. Курского, 1948. — Вып. 2. — С. 91—105.